# Роберт Молони
Роберт Молони (енгл. Robert Moloney; Калгари) је канадски глумац. Молони је најпознатији по улози Алистера Грифена у научно-фантастичној серији К9.